# Арабска азбука
Арабската азбука е писменост, използвана от множество езици в Азия и Африка, като арабски и урду. Тя се изписва от дясно наляво, с курсивен стил, и включва 28 основни букви. Тъй като някои гласни се отбелязват с незадължителни символи, арабската азбука се класифицира като абджад.
Първоначално използвана в арабския, арабската азбука става писмеността, послужила за написването на Корана, свещената книга на мюсюлманите, и с разпространението на исляма тя започва да се използва от множество разнородни езици в Стария свят. За да се приспособи азбуката към нуждите на тези езици, към първоначалния набор от букви се добавят нови символи.

## История
Арабската азбука произлиза от набатейската, използвана за писането на набатейския диалект на арамейския език. Най-старият запазен текст, използващ арабската азбука, е надпис от Джабал Рам в Йордания от края на 4 век, а най-старият, съдържащ точна дата (512 година) – триезичен надпис от Зебед в Сирия. Епиграфските паметници от този период, използващи арабската азбука, са изключително редки, като са известни едва 5, за които е сигурно, че са от предислямския период.
Тъй като арамейският има по-малко фонеми от арабския и някои обособени арамейски букви с времето стават неразличими, в ранните текстове с 15 знака трябва да бъдат обозначавани 28 звука. По-късно са добавени точки над и под буквите, за да бъдат разграничени съответните фонеми. Най-старият запазен документ, който със сигурност използва такива точки, е и най-старият арабски папирус, датиран към април 643 година. Използването на точките дълго време остава незадължително.
През втората половина на 7 век, преди появата на подобни форми в другите семитски абджади, в арабската азбука започват да се използват допълнителни означения за гласните звуци. Първоначално това става със система от червени точки, за която се смята, че е създадена по заповед на управителя на Ирак Хаджадж ибн Юсуф: точка отгоре съответства на а, точка отдолу – на и, точка в реда – на у, а двойната точка е знак за нунация. Тази система създава объркване, поради възможността за смесване на точките, означаващи гласни, с тези, служещи за разграничаване на съгласни. В края на 8 век тя е заменена от съвременната система на Ал-Фарахиди.
Първата печатна книга, използваща арабската азбука, е издадена през 1514 година от Грегорио де Грегории във Венеция и представлява молитвеник, предназначен за католическите църкви в Близкия изток. В края на 16 век Робер Гранжон постига голям напредък, създавайки елегантни и четливи арабски шрифтове. Първите арабски печатни книги в Близкия изток са отпечатани от маронитски монаси в Ливан, но те използват не арабската азбука, а транслитерация със сирийски букви. За пръв път книга с арабски букви е отпечатана от ливанския православен монах Абдаллах Захир през 1706 година.

## Езици, използващи арабската азбука
Заради Корана, свещената книга на исляма, която е написана на тази азбука, влиянието на тази писменост се разпростира с исляма. В резултат арабската азбука се използва за записване на много други езици — дори и на езици, които принадлежат на езикови семейства, различни от семитското. Пример за не-семитски езици, изписвани с арабска азбука, са персийският език (фарси) и урду. За да се приспособи към фонетиката на другите езици, към азбуката се добавят букви и други символи.
Заради разпространението си, арабският език има 8 диалекта, от които най-често срещан и най-познат на „не-арабите“ е египетския.
Всеки диалект има различен начин на изписване и съответно – и на изговаряне на думите.
В рамките на Османската империя се е използвала арабската писменост. През 1928 г. Ататюрк отменя арабската писменост и въвежда латиницата като официална писменост на Република Турция.
| Език                | Общ брой говорещи езика | Бележки |
| ------------------- | ----------------------- | --- |
| Китайски език       | 1 300 000 000           | Главно сред мюсюлманите в Китай.                                                                           |
| Арабски език        | 280 000 000             | |
| Панджабски език     | 88 000 000              | В Пакистан; в Индия се използва деванагари и гурмукхи.                                                     |
| Урду                | 65 000 000              | |
| Персийски език      | 63 700 000              | С изключение на бившия Съветски съюз, където се използва кирилица.                                         |
| Малайски език       | 40 000 000              | В Бруней; в Индонезия и Сингапур се използва латиница, а в Малайзия – успоредно латиница и арабска азбука. |
| Азербайджански език | 30 000 000              | С изключение на Азербайджан, където се използва латиница.                                                  |
| Хауса               | 25 000 000              | Успоредно с латиница.                                                                                      |
| Синдхи              | 21 000 000              | В Пакистан; в Индия се използва успоредно с деванагари.                                                    |
| Пущунски език       | 19 000 000              | |
| Кюрдски език        | 16 000 000              | В Иран и Ирак; в Турция, Сирия и Армения се използва латиница, а в Азербайджан – кирилица.                 |
| Фула                | 13 000 000              | Успоредно с латиница.                                                                                      |
| Белуджки език       | 8 000 000               | |
| Казахски език       | 8 000 000               | С изключение на бившия Съветски съюз, където се използва кирилица.                                         |
| Уйгурски език       | 8 000 000               | |
| Волоф               | 5 300 000               | Успоредно с латиница.                                                                                      |
| Мандинка            | 5 300 000               | Успоредно с латиница.                                                                                      |
| Кашмирски език      | 4 600 000               | Индуистите използват деванагари.                                                                           |
| Киргизки език       | 4 500 000               | С изключение на бившия Съветски съюз, където се използва кирилица.                                         |
| Беджа               | 1 200 000               | В части от Египет, Судан и Еритрея                                                                         |

## Съгласни
Базовата арабска азбука се състои от 28 букви. Адаптациите на азбуката за други езици добавят или премахват някои букви, както в тези за кюрдски, персийски, османски турски, синдхи, урду, малайски, пущунски. Арабската азбука няма обособени главни и малки букви.
Много от буквите изглеждат сходно, но се разграничават една от друга с поставянето на точки над или под централната им част. Тези точки са съставна част на буквата, тъй като обозначават разлика между букви, представящи различни звуци. Например, арабските букви ب (б), ت (т) и ث (θ) имат еднаква основна форма, но включват съответно една точка отдолу, две точки отгоре и три точки отгоре; буквата ن (н) има същата форма в начално и средно положение, но с една точка отгоре, макар че се различава в изолирано и крайно положение.
Както печатната, така и ръкописната арабска азбука са курсивни, като повечето букви се свързват със съседните, а формата на буквите се различава в зависимост от тяхното разположение в думата. Буквите могат да имат до четири различни контекстни форми, съответстващи на начално, междинно и крайно положение в думата и на изолирано (самостоятелно) използване. Докато при някои букви разликите между тези форми са значителни, други остават почти еднакви във всичките четири положения. Като цяло буквите в дадена дума са свързани помежду си от двете страни с къси хоризонтални линии, но шест букви (و ز ر ذ د ا) могат да се свързват само с предишната буква. Например, أرارات (Арарат) съдържа само изолирани форми, тъй като всички участващи букви не могат да бъдат свързвани със следващата буква. Освен това някои съчетания от букви се изписват като лигатури, най-вече لا, която е единствената задължителна лигатура, тъй като несвързаното съчетание لـا се смята за трудно за четене.
| Контекстни форми | Контекстни форми | Контекстни форми | Изолирана                    | Наименование | Романизация    | Фонетична стойност (IPA)                                     | Изключения |
| Край             | Среда            | Начало           | Изолирана                    | Наименование | Романизация    | Фонетична стойност (IPA)                                     | Изключения |
| ---------------- | ---------------- | ---------------- | ---------------------------- | ------------ | -------------- | ------------------------------------------------------------ | ---------- |
| ـا‎               | —                | —                | ا‎                            | ʾalif        | ʾ / ā          | различна, включително /aː/                                   |            |
| ـب‎               | ـبـ‎              | بـ‎               | ب‎                            | bāʾ          | b              | /b/, също /p/ в някои заемки                                 |            |
| ـت‎               | ـتـ‎              | تـ‎               | ت‎                            | tāʾ          | t              | /t/                                                          |            |
| ـث‎               | ـثـ‎              | ثـ‎               | ث‎                            | ṯāʾ          | ṯ              | /θ/                                                          |            |
| ـج‎               | ـجـ‎              | جـ‎               | ج‎                            | ǧīm          | ǧ              | /dʒ/                                                         |            |
| ـح‎               | ـحـ‎              | حـ‎               | ح‎                            | ḥāʾ          | ḥ              | /ħ/                                                          |            |
| ـخ‎               | ـخـ‎              | خـ‎               | خ‎                            | ḫāʾ          | ḫ (също kh, x) | /x/                                                          |            |
| ـد‎               | —                | —                | د‎                            | dāl          | d              | /d/                                                          |            |
| ـذ‎               | —                | —                | ذ‎                            | ḏāl          | ḏ (също dh, ð) | /ð/                                                          |            |
| ـر‎               | —                | —                | ر‎                            | rāʾ          | r              | /r/                                                          |            |
| ـز‎               | —                | —                | ز‎                            | zāy          | z              | /z/                                                          |            |
| ـس‎               | ـسـ‎              | سـ‎               | س‎                            | sīn          | s              | /s/                                                          |            |
| ـش‎               | ـشـ‎              | شـ‎               | ش‎                            | šīn          | š (също sh)    | /ʃ/                                                          |            |
| ـص‎               | ـصـ‎              | صـ‎               | ص‎                            | ṣād          | ṣ              | /sˤ/                                                         |            |
| ـض‎               | ـضـ‎              | ضـ‎               | ض‎                            | ḍād          | ḍ              | /dˤ/                                                         |            |
| ـط‎               | ـطـ‎              | طـ‎               | ط‎                            | ṭāʾ          | ṭ              | /tˤ/                                                         |            |
| ـظ‎               | ـظـ‎              | ظـ‎               | ظ‎                            | ẓāʾ          | ẓ              | /ðˤ/                                                         |            |
| ـع‎               | ـعـ‎              | عـ‎               | ع‎                            | ʿayn         | ʿ              | /ʕ/                                                          |            |
| ـغ‎               | ـغـ‎              | غـ‎               | غ‎                            | ġayn         | ġ (също gh)    | /ɣ/ (/ɡ/ в много заемки, в Египет обикновено се използва<ج>) |            |
| ـف‎               | ـفـ‎              | فـ‎               | ف‎ (в Северозападна Африка ڢ) | fāʾ          | f              | /f/, също /v/ в някои заемки                                 |            |
| ـق‎               | ـقـ‎              | قـ‎               | ق‎ (в Северозападна Африка )  | qāf          | q              | /q/                                                          |            |
| ـك‎               | ـكـ‎              | كـ‎               | ك‎                            | kāf          | k              | /k/                                                          |            |
| ـل‎               | ـلـ‎              | لـ‎               | ل‎                            | lām          | l              | /l/, (/lˤ/ само в думата Аллах)                              |            |
| ـم‎               | ـمـ‎              | مـ‎               | م‎                            | mīm          | m              | /m/                                                          |            |
| ـن‎               | ـنـ‎              | نـ‎               | ن‎                            | nūn          | n              | /n/                                                          |            |
| ـه‎               | ـهـ‎              | هـ‎               | ه‎                            | hāʾ          | h              | /h/                                                          |            |
| ـو‎               | —                | —                | و‎                            | wāw          | w / ū / aw     | /w/, /uː/, /au/, понякога /u/, /o/ или /oː/ в заемки         |            |
| ـي‎               | ـيـ‎              | يـ‎               | ي‎ (в персийския ى)           | yāʾ          | y / ī / ay     | /j/, /iː/, /aj/, понякога /i/, /e/ или /eː/ в заемки         |            |

## Гласни
При писането на арабски обикновено се изписват дългите гласни, но се пропускат кратките, така че четящият трябва да използва познанията си за езика, за да възстанови липсващите гласни. В същото време, за нуждите на образованието и особено при преподаването на арабска граматика, кратките гласни също се изписват, защото имат съществено граматическо значение. Дадено арабско изречение може да има напълно различно значение при лека промяна на гласните. По тази причина при важни текстове като Корана трите основни знака за гласни по-долу са задължителни, заедно с диакритичните знаци и допълнителни символи.

### Кратки гласни
В ежедневната употреба на арабския, в текстове с общо предназначение или пътни знаци, кратките гласни обикновено не се изписват. В същото време копия на Корана не могат да бъдат одобрени от съответните религиозни институции, освен ако всички гласни не са отбелязани. Детски книги, учебници за началното образование и арабски граматики по принцип също ги отбелязват до известна степен. Такива текстове се наричат вокализирани.
Кратките гласни се изписват с поставянето на диакритични знаци под или над съгласната, която ги предшества в сричката. В арабския всички гласни, дълги или кратки, винаги следват съгласна.
| Кратки гласни (напълно вокализиран текст) | Код  | Наименование | Наименование на арабски | Транслитерация | Фонетична стойност |
| ----------------------------------------- | ---- | ------------ | ----------------------- | -------------- | ------------------ |
| َ                                          | 064E | fatḥah       | فَتْحَة                    | a              | /a/                |
| ُ                                          | 064F | ḍammah       | ضَمَّة                     | u              | /u/                |
| ِ                                          | 0650 | kasrah       | كَسْرَة                    | i              | /i/                |

## Азбучен ред
При арабската азбука се използват две основни системи за подреждане по азбучен ред – абджади и хиджаи.
Първоначалният ред абджади (أَبْجَدِي), използван при изброяването на буквите от азбуката, следва реда на буквите във финикийската азбука и е сходен с реда на буквите в други азбуки, производни на финикийската, като еврейската. В този ред буквите се използват също и като числа имат същата числова стойност, както в еврейската и гръцката система. Хиджаи се използва за подреждане на списъци с имена или други думи, например в телефонни указатели или речници, като групира буквите по подобие на тяхната форма.

### Абджади
Подредбата абджади не е просто историческо продължение на по-ранния северносемитски азбучен ред, в който има място, съответстващо на арамейската буква самех (ס) – в арабската азбука няма произлизаща от нея буква. Загубата на самех е компенсирана от разделянето на шин (ש) на две независими арабски букви, шин (ش) и син (ﺱ), която е изместена напред на мястото на самех. Шестте други букви, които нямат северносемитско съответствие, са поставени в края.
| на арабски: غ | на арабски: ظ | на арабски: ض | на арабски: ذ | на арабски: خ | на арабски: ث | на арабски: ت | на арабски: ش | на арабски: ر | на арабски: ق | на арабски: ص | на арабски: ف | на арабски: ع | на арабски: س | на арабски: ن | на арабски: م | на арабски: ل | на арабски: ك | на арабски: ي | на арабски: ط | на арабски: ح | на арабски: ز | на арабски: و | на арабски: ه | на арабски: د | на арабски: ج | на арабски: ب | на арабски: ا |
| 28            | 27            | 26            | 25            | 24            | 23            | 22            | 21            | 20            | 19            | 18            | 17            | 16            | 15            | 14            | 13            | 12            | 11            | 10            | 09            | 08            | 07            | 06            | 05            | 04            | 03            | 02            | 01            |
|               |               |               |               |               |               |               |               |               |               |               |               |               |               |               |               |               |               |               |               |               |               |               |               |               |               |               |               |

| на арабски: ش | на арабски: غ | на арабски: ظ | на арабски: ذ | на арабски: خ | на арабски: ث | на арабски: ت | на арабски: س | на арабски: ر | на арабски: ق | на арабски: ض | на арабски: ف | на арабски: ع | на арабски: ص | на арабски: ن | на арабски: م | на арабски: ل | на арабски: ك | на арабски: ي | на арабски: ط | на арабски: ح | на арабски: ز | на арабски: و | на арабски: ه | на арабски: د | на арабски: ج | на арабски: ب | на арабски: ا |
| 28            | 27            | 26            | 25            | 24            | 23            | 22            | 21            | 20            | 19            | 18            | 17            | 16            | 15            | 14            | 13            | 12            | 11            | 10            | 09            | 08            | 07            | 06            | 05            | 04            | 03            | 02            | 01            |
|               |               |               |               |               |               |               |               |               |               |               |               |               |               |               |               |               |               |               |               |               |               |               |               |               |               |               |               |

### Хиджаи
Съвременните речници и друга справочна литература не използват абджади за азбучно подреждане. Вместо това се прилага по-новия ред хиджаи, при който буквите са частично групирани по сходство на формата им. Този ред никога не се използва за обозначаване на числа.
| на арабски: ي | на арабски: و | на арабски: ه | на арабски: ن | на арабски: م | на арабски: ل | на арабски: ك | на арабски: ق | на арабски: ف | на арабски: غ | на арабски: ع | на арабски: ظ | на арабски: ط | на арабски: ض | на арабски: ص | на арабски: ش | на арабски: س | на арабски: ز | на арабски: ر | на арабски: ذ | на арабски: د | на арабски: خ | на арабски: ح | на арабски: ج | на арабски: ث | на арабски: ت | на арабски: ب | на арабски: ا |
|               |               |               |               |               |               |               |               |               |               |               |               |               |               |               |               |               |               |               |               |               |               |               |               |               |               |               |               |